# Itero del Castillo
Itero del Castillo – gmina w Hiszpanii, w prowincji Burgos, w Kastylii i León, o powierzchni 16,91 km². W 2011 roku gmina liczyła 104 mieszkańców.